# Solano County
Solano County är ett county i delstaten Kalifornien, USA. År 2010 hade countyt 413 344 invånare. Den administrativa huvudorten (county seat) är Fairfield.
Travis Air Force Base är belägen i countyt.

## Geografi
Enligt United States Census Bureau har countyt en total area på 2 349 km². 2 147 km² av den arean är land och 199 km² är vatten.

### Angränsande countyn
- Contra Costa County, Kalifornien - syd
- Sonoma County, Kalifornien- väst
- Napa County, Kalifornien - väst
- Yolo County, Kalifornien - nord
- Sacramento County, Kalifornien - öst